# Самозеро (озеро, Карелия)
Самозеро — озеро на территории Валдайского сельского поселения Сегежского района Республики Карелии.

## Общие сведения
Площадь озера — 2,2 км², площадь водосборного бассейна — 32,9 км². Располагается на высоте 128,8 метров над уровнем моря.
Форма озера лопастная, продолговатая: вытянуто с северо-запада на юго-восток. Берега каменисто-песчаные, преимущественно заболоченные.
Через озеро протекает Саморека, впадающая в Выгозеро.
В озере расположен один относительно крупный (по масштабам водоёма) остров без названия.
К озеру подходят просёлочные дороги, отходящие от дороги местного значения 86К-310 («Надвоицы — Полга — Валдай — Вожмозеро»).
Код объекта в государственном водном реестре — 02020001211102000007009.